# Naomi Campbell
Naomi Elaine Campbell (Londres, 22 de mayo de 1970) es una actriz, empresaria y supermodelo británica prominente tanto en la pasarela como en publicidad impresa desde finales de los años 1980. Ha trabajado ocasionalmente como actriz y cantante. Descubierta a los 15 años, fue declarada como una de las seis supermodelos de su generación por la crítica.

## Carrera

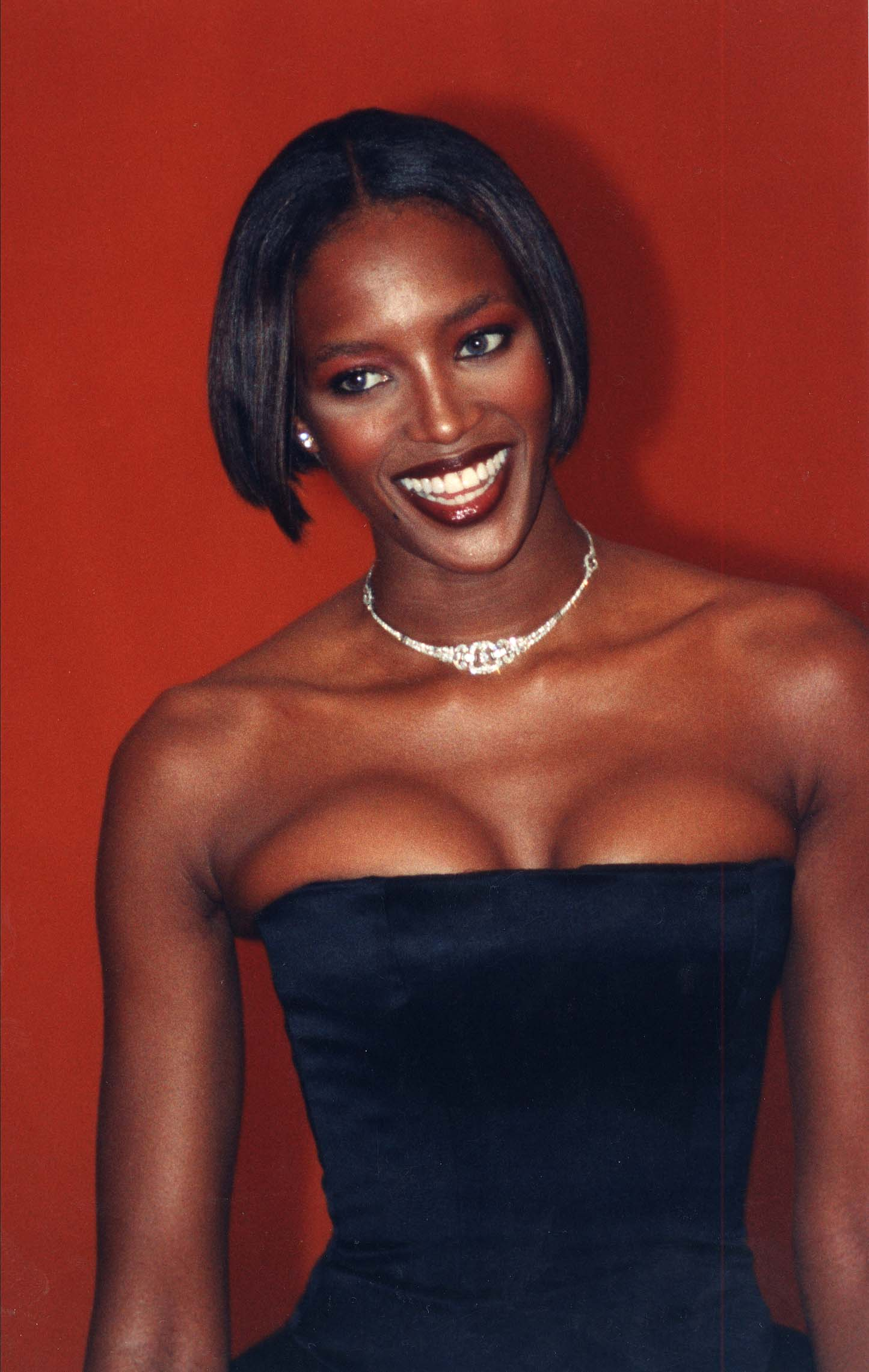
Naomi Campbell en 1997.

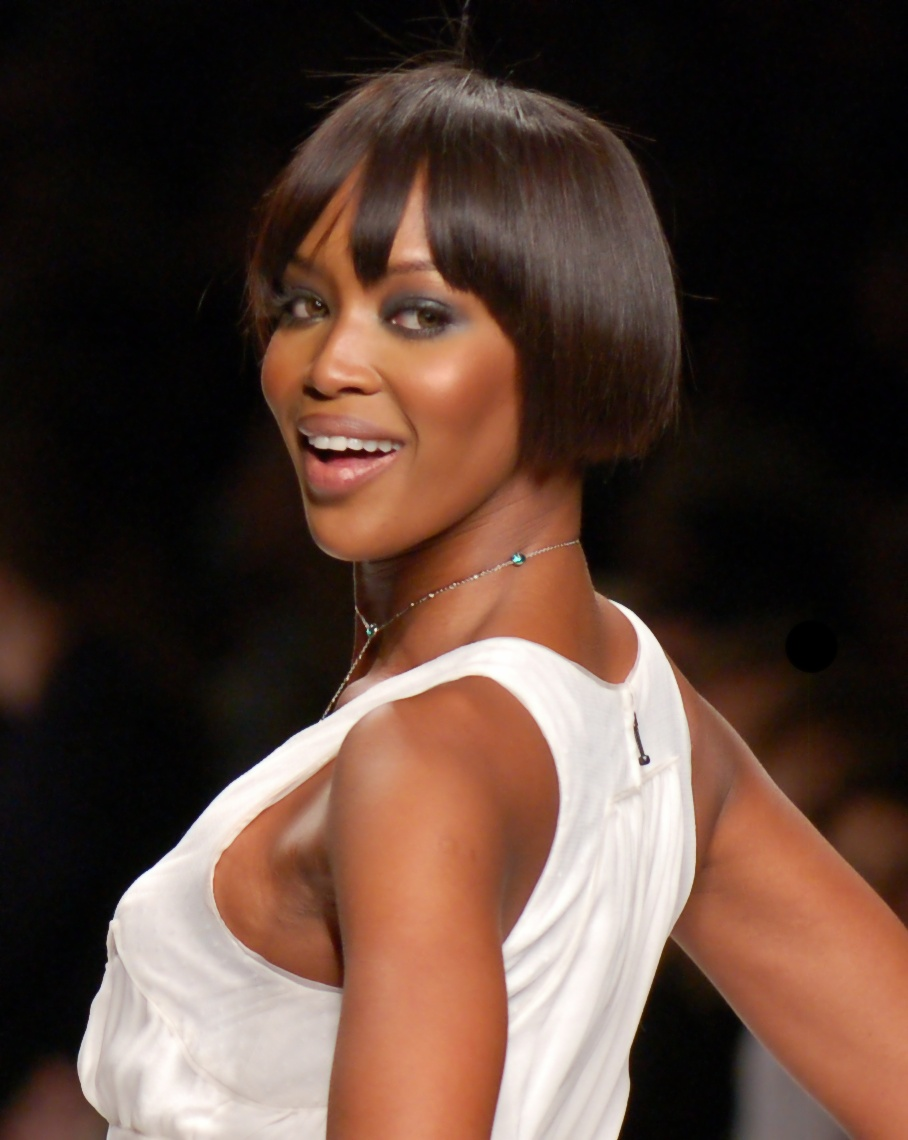
Campbell en la pasarela de Peter Som en 2007.

Su primera aparición pública fue en el vídeo de Bob Marley, Is This Love. En agosto de 1989 apareció en la portada de Vogue París, siendo la primera mujer afrobritánica en hacerlo, después de que su amigo y mentor, Yves Saint Laurent, amenazara con retirar toda su publicidad de la publicación después de que esta se negara a poner a Campbell, o cualquier otra modelo negra, en su portada. Además de Vogue París, Campbell también se convirtió en la segunda modelo negra después de Donyale Luna en aparecer en la portada de la edición británica de Vogue, en sustitución de su compañera modelo negra Veronica Webb, quien al parecer se negó a trabajar con la revista, en Vogue Japón, la revista Time y luego Vogue China. Campbell también apareció en Victoria Secret's desfilando como uno de los «Ángeles».
Abrió junto con Elle Macpherson y Claudia Schiffer el Fashion Cafe en Nueva York. También posó para la revista Playboy y en una serie de fotos de erotismo lésbico con Madonna para el libro de la cantante, Sex.[cita requerida]
Es una cantante exitosa; su álbum Baby Woman obtuvo ventas por más de un millón de copias (la mayoría en Japón) y participó en el sencillo «Cool as Ice» de Vanilla Ice. Anteriormente había aparecido en el vídeo musical Freedom! '90, de George Michael, aunque solo haciendo playback junto con otras modelos. También ha aparecido en otros vídeos para artistas como Michael Jackson y Jay-Z. A finales de 2004 tuvo una muy publicitada relación con el cantante Usher, aunque en 2005 su relación pareció haber terminado. En 1992, fue seleccionada por la revista People como una de las 50 Personas Más Bellas del Mundo. Campbell también coescribió la novela Swan. Posteriormente publicó un libro de fotografías titulado Naomi; tiene muy lejanamente ascendencia china.
En 2008 Naomi bombardeó un ataque hacia la industria de la moda, por racista, en una entrevista en Glamour edición alemana, «Sabes, el presidente de Estados Unidos puede que sea negro, pero como una mujer negra, todavía soy una excepción en este negocio. Siempre tengo que trabajar más duro para ser tratada por igual, [...] En el pasado, había más oportunidades para las modelos negras, pero la tendencia hacia la mujer rubia ha vuelto a ser extrema. En las revistas, en la pasarela, veo modelos rubios, de ojos azules por todas partes».
Naomi es una de las modelos más importantes en la historia de la industria, llegando a ser la modelo negra más conocida mundialmente, todo un icono de los años 90 y finales de los 80. Ha aparecido en un sinfín de publicaciones, fue una de las primeras musas de Versace e YSL, entre otros importantes diseñadores, ha sido una de las modelos más versátiles de la industria, pudiendo hacer diferentes tipos de trabajos, no solo de moda y alta costura, sino también realizando fotos eróticas, de calendario, etc.
A sus 42 años participó en su último desfile en Milán. Así como también apareció en unas imágenes para la campaña publicitaria de Cavalli en la cual viste con estampados animales llenos de explosivos y llamativos colores, mientras en otras luce modelos de estilo flapper propios de los dorados años 20. Naomi fue retratada por el fotógrafo Steven Meisel, quien ha elegido los 59 Digital Studios de Nueva York como escenario para la sesión. En 2019 fue reconocida con el Fashion Icon Award en el Royal Albert Hall de Londres.

## El caso deThe Daily Mirror

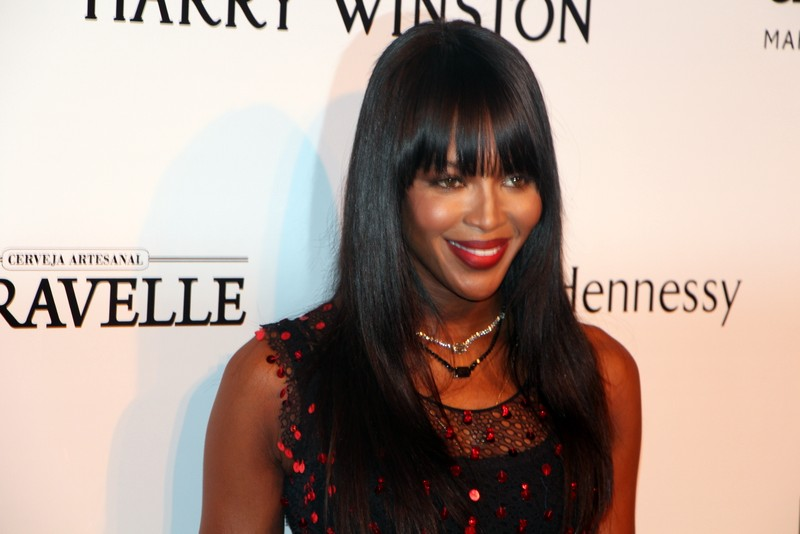
Naomi Campbell en 2015.

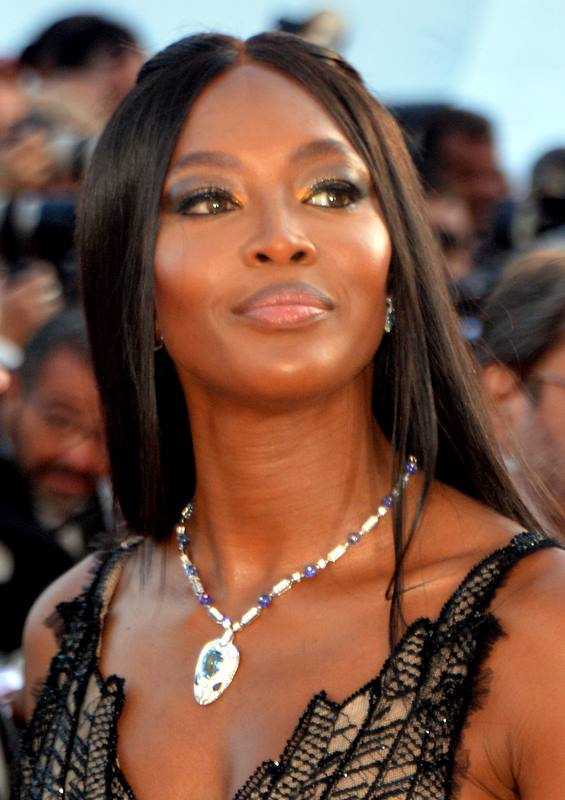
Campbell en el festival de Cannes en 2017.

En febrero de 2002 se publicaron unas fotografías en el periódico Daily Mirror, que mostraban a Naomi Campbell saliendo de una reunión de Narcóticos Anónimos de Londres. En marzo de 2002, Campbell demandó al periódico citando violación de confidencialidad, mientras estaba recibiendo tratamiento por drogadicción. El Mirror alegó que las fotografías eran de interés público, ya que hasta ese entonces a Campbell no se le conocía por ser una persona adicta a las drogas. 
La corte falló a favor de Campbell y se le ordenó al Mirror pagar £3500 por daños (aunque se piensa que los costos legales rondaban las £500.000). En octubre de 2002 el Mirror ganó una apelación a la corte, alegando que las fotografías eran del interés público. Se le ordenó a Campbell pagar los costos legales del Mirror, alrededor de £350.000. Sin embargo en mayo de 2004 la Cámara de los lores volteó la apelación en una votación de 3 a 2, la cual reinstaló la decisión original de la Corte, y se le volvieron a otorgar las £3500 y las £350.000 de los costos legales. Se piensa que el costo legal del periódico supera las £1.000.000. También se piensa que este caso es un punto de inflexión en la consideración a la privacidad que deben tener las celebridades.
El 5 de agosto de 2011 declaró como testigo en la Corte Penal Internacional de la La Haya en el juicio contra el ex-Presidente de Liberia, Charles Taylor, por el comercio ilícito de diamantes de Sangre dentro de la guerra civil de Sierra Leona. Declara que recibió unas piedras pequeñas y sucias de gente próxima al dictador.

## Vida personal
En mayo de 2021 anunció el nacimiento de su hija. En junio de 2023 anunció el nacimiento de su segundo hijo.

## Fragancias
Desde 1999, Naomi ha lanzado al mercado de los perfumes femeninos, dieciséis fragancias para la mujer vía su casa de perfumes epónimos, con la empresa Procter & Gamble.
| Año  | Nombre                           | Perfumería       | Ref.   |
| ---- | -------------------------------- | ---------------- | ------ |
| 1999 | Naomi Campbell                   | Ursula Wandel    | [ 13 ] |
| 2000 | Naomagic                         | Dorothee Piot    | [ 14 ] |
| 2001 | Exult                            | Ursula Wandel    | [ 15 ] |
| 2003 | Mystery                          | Olivier Cresp    | [ 16 ] |
| 2004 | Sunset                           | Olivier Pescheux | [ 17 ] |
| 2005 | Paradise Passion                 | Francoise Caron  | [ 18 ] |
| 2006 | Winter Kiss (limited edition)    |                  | [ 19 ] |
| 2006 | Cat Deluxe                       | Michael Almairac | [ 20 ] |
| 2007 | Eternal Beauty (limited edition) |                  | [ 21 ] |
| 2007 | Cat Deluxe at Night              |                  | [ 22 ] |
| 2008 | Seductive Elixir                 |                  | [ 23 ] |
| 2009 | Cat Deluxe With Kisses           |                  | [ 24 ] |
| 2010 | Naomi                            |                  | [ 25 ] |
| 2011 | Naomi Campbell Wild Pearl        |                  | [ 26 ] |
| 2012 | Naomi Campbell at Night          |                  | [ 27 ] |
| 2013 | Queen of Gold                    |                  | [ 28 ] |

## Cuestiones jurídicas
2000

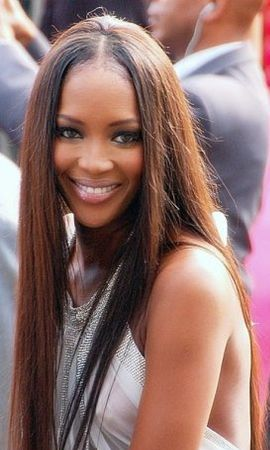
Campbell en el Festival de Cine de Cannes de 2008.

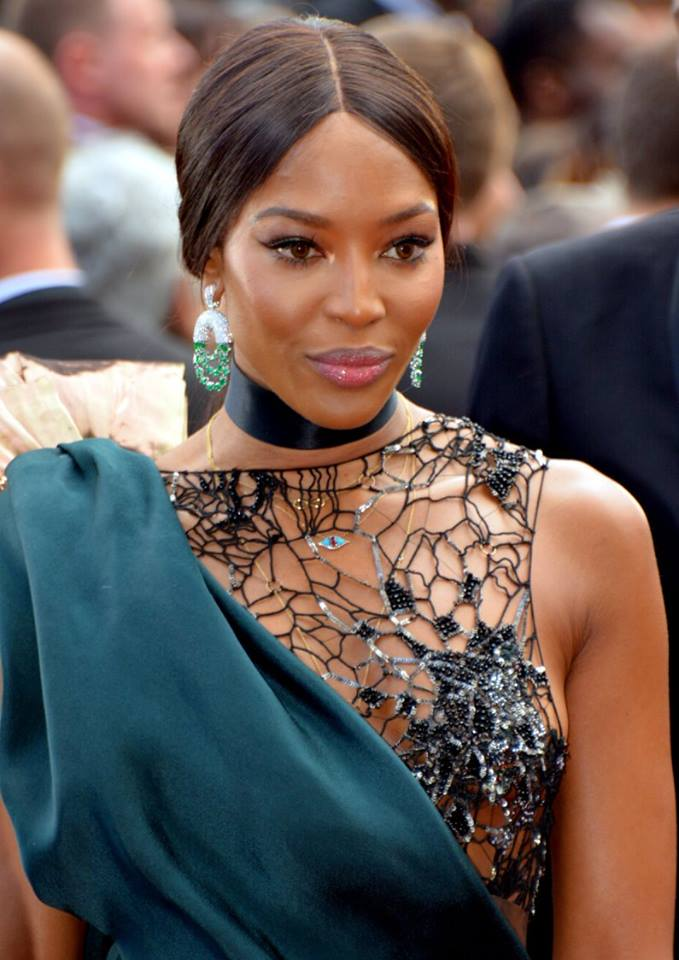
Campbell en el Festival de Cine de Cannes de 2018.

En 2000, Campbell se declaró culpable en un tribunal de Toronto de una agresión ocurrida en 1998 a Georgina Galanis, su entonces asistente. Campbell había supuestamente agredido a Georgina Galanis con un teléfono en una habitación de hotel y la amenazó con echarla de un Peugeot en movimiento. En virtud de un acuerdo con la acusación, la denuncia fue retirada a cambio de que ella expresara remordimiento; Campbell también pagó a Galanis una suma no revelada y acordó asistir a clases de manejo de la ira.
2004
En marzo de 2004, la Cámara de los Lores revocó una sentencia del Tribunal de Apelación y adjudicación a Campbell por daños en la cantidad de £3500, la defensa de una sentencia anterior de que sus derechos a la privacidad habían sido violados por el Daily Mirror, tras la publicación de fotografías de ella dejando una clínica de Narcóticos Anónimos.
2005
En marzo de 2005, Campbell supuestamente abofeteó a su entonces asistente Amanda Brack y la golpeó en la cabeza con un BlackBerry. El portavoz de Campbell, Rob Shuter, negó que el incidente había sucedido. En julio de 2006, Brack inició acciones legales contra Campbell, alegando que Campbell había abusado de ella verbal y físicamente en tres ocasiones. Brack acusó a Campbell de asalto, agresión y provocación de malestar emocional en los incidentes que dieron comienzo un mes después de que ella empezara a trabajar para ella en febrero de 2005. Campbell respondió con otra demanda por una cantidad desconocida. La actriz italiana Yvonne Sciò reclamó que Campbell la dejó «cubierta en sangre» después de un altercado en un hotel en Roma, debido al hecho de que había usado el mismo vestido que Campbell. Sciò reclamó: «Ella me dio un puñetazo en la cara. Era como Mike Tyson».
2006
El 30 de marzo de 2006, en Nueva York, Campbell fue arrestada por presuntamente agredir a su ama de llaves chilena con un teléfono móvil cubierto de incrustaciones de joyas, resultando su cabeza ensangrentada que requirió varios puntos de sutura. Fue acusada de agresión en segundo grado, un grave delito que lleva una pena mínima de un año y un máximo de siete años de prisión. El 28 de septiembre de 2006, Campbell no asistió a una comparecencia ante el tribunal requerido en Nueva York, y el juez dictaminó que ordenaría su detención si se niega en ir a la corte la semana siguiente.
El 25 de octubre de 2006, Campbell fue arrestada en Londres bajo sospecha de agresión; fue dejada en libertad bajo fianza de la policía. El 14 de noviembre de 2006, otra exama de llaves de Campbell, Gaby Gibson, comenzó una nueva causa judicial contra Campbell por daños no especificados, y acusó a su exempleadora de ser una «violenta súper-intolerante». El 15 de noviembre de 2006, Campbell apareció en la corte criminal en Nueva York por su cargo de agresión de marzo de 2006. Su abogado defensor y el fiscal le dijeron al juez que ellos todavía estaban «en proceso de elaboración de un posible acuerdo con la fiscalía del caso».
2007
El 16 de enero de 2007, Campbell se declaró culpable de un cargo de agresión imprudente en contra de su ama de llaves Ana Scolavino; siendo sentenciada a cinco días de servicio comunitario y se le ordenó asistir a dos días de un curso de manejo de la ira. Además, fue condenada a pagar las facturas médicas de $363 (£185) a Scolavino que requirió cuatro puntos de sutura después del incidente. Según un informe en CNN, Campbell culpa a su temperamento «en el persistente resentimiento hacia su padre por abandonarla cuando era niña». El 19 de marzo de 2007, Campbell comenzó a trapear pisos en el Departamento de Sanidad de Nueva York. El 20 de agosto de 2007, el juez de la New York Supreme Court Michael Stallman emitió una decisión y orden a negar el intento legal de Campbell de excluir las referencias de Gaby Gibson, de su muy conocida historia, «crónica abusiva y conducta violenta hacia sus empleados». El juez Stallman razonó que «si se prueba, los informes de conducta de Campbell» podría dar lugar a que pueda probar que era «sin sentido o escandalosa» para justificar los daños y perjuicios punitivos buscados por el exama de llaves de Campbell.
2008
El 3 de abril de 2008, Campbell fue detenida dentro de la Terminal 5 de Heathrow bajo sospecha de agredir a un oficial de policía después de que una de sus maletas se había perdido. Campbell fue posteriormente prohibido volar a nivel mundial con British Airways por la aerolínea. Ella fue acusada de tres cargos por agredir a un policía, lo que conlleva una sentencia máxima de seis meses de prisión y una multa de hasta £5,000, un cargo de conducta desordenada que se castiga con una multa de hasta £2,500, y un cargo de utilizar palabras amenazantes, abusivas o comportamiento hacia la tripulación de cabina, que viene con una pena máxima de £1,000. El 20 de junio de 2008, Campbell se declaró culpable de cuatro de los cinco cargos contra ella, mientras que la Crown Prosecution Service redujo uno de los cargos de agredir a un policía. Campbell fue sentenciada a 200 horas de servicio comunitario. Campbell alegó que el personal de British Airways la llamó «golliwogg supermodelo» en el incidente.
2012
A finales de año fue agredida por unos individuos cuando intentaban robarle sufriendo una rotura de ligamentos.

## Filmografía
- Freedom '90 (video musical de George Michael) (1990)
- The Fresh Prince of Bel-Air Linda Carter (1990)
- Cool as Ice (1991)
- In the Closet (video musical de Michael Jackson) (1991)
- Erotica (video musical de Madonna) (1992)
- The Night We Never Met (1993)
- Ready to Wear (1994) (Cameo)
- Unzipped (1995) (documentary)
- Miami Rhapsody (1995)
- To Wong Foo, Thanks for Everything! Julie Newmar (1995)
- Catwalk (película) (documentary)
- Girl 6 (1996)
- Invasion of Privacy (1996)
- Beautopia (1998) (documental)
- An Alan Smithee Film: Burn Hollywood Burn (1998)
- Trippin' (1999)
- Prisoner of Love (1999)
- Ali G anda suelto (2002)
- Sexual revolution (video musical Macy Gray (2001)
- Change clothes (2003) Jay-Z feat. Pharrell
- Fat (2004)
- The Call (2006) (short subject)
- Karma, Confessions and Holi (2006)
- Nasty girl, biggie smalls (video musical)
- Ugly Betty (2008)
- Girl Panic! - Duran Duran (2011)
- Empire - Camilla (2015)
- American Horror Story: Hotel - Claudia (2015)
- Drone Bomb Me - Anohni (2016)
- Kevyn Aucoin. El maquillador de las estrellas - Ella misma (2017)
- I Feel Pretty - Helen (2018)
- Very Ralph - Ella misma (2019)
- Brown skin girl (2020) - Beyoncé
- Something Beautiful (2025) - Ella misma